# Hemerocallis middendorffii
Hemerocallis middendorfii es una de las especies comúnmente denominadas lirios de día . Se trata de una especie herbácea, perenne y rizomatosa perteneciente a la familia Xanthorrhoeaceae. Esta planta es nativa de Rusia, Japón y Corea, y se caracteriza por sus flores de color amarillo intenso.

## Descripción

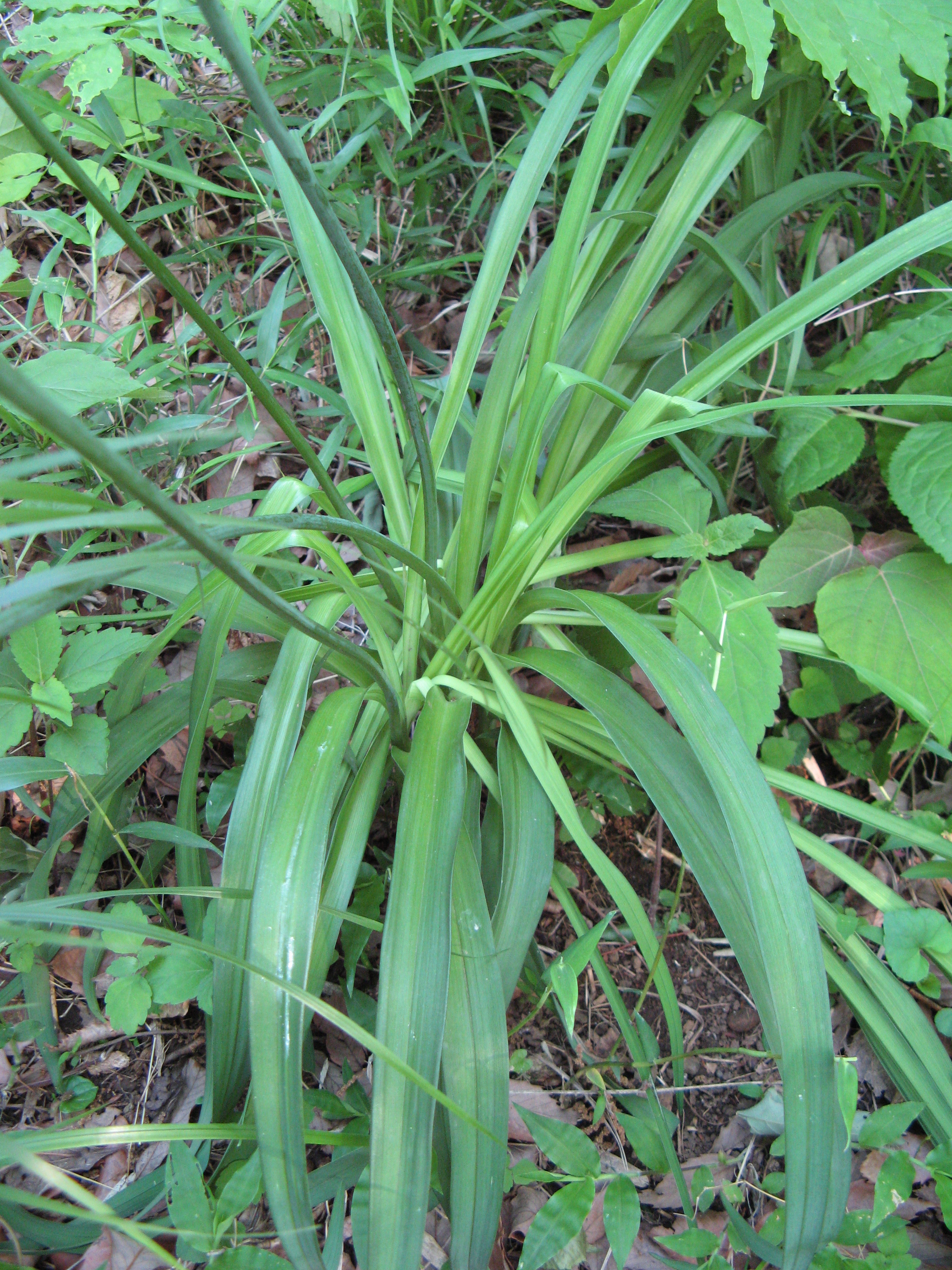
Hemerocallis middendorfii, planta.

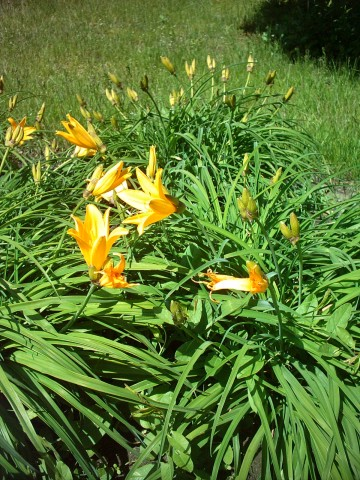
Aspecto general de las plantas de Hemerocallis middendorfii

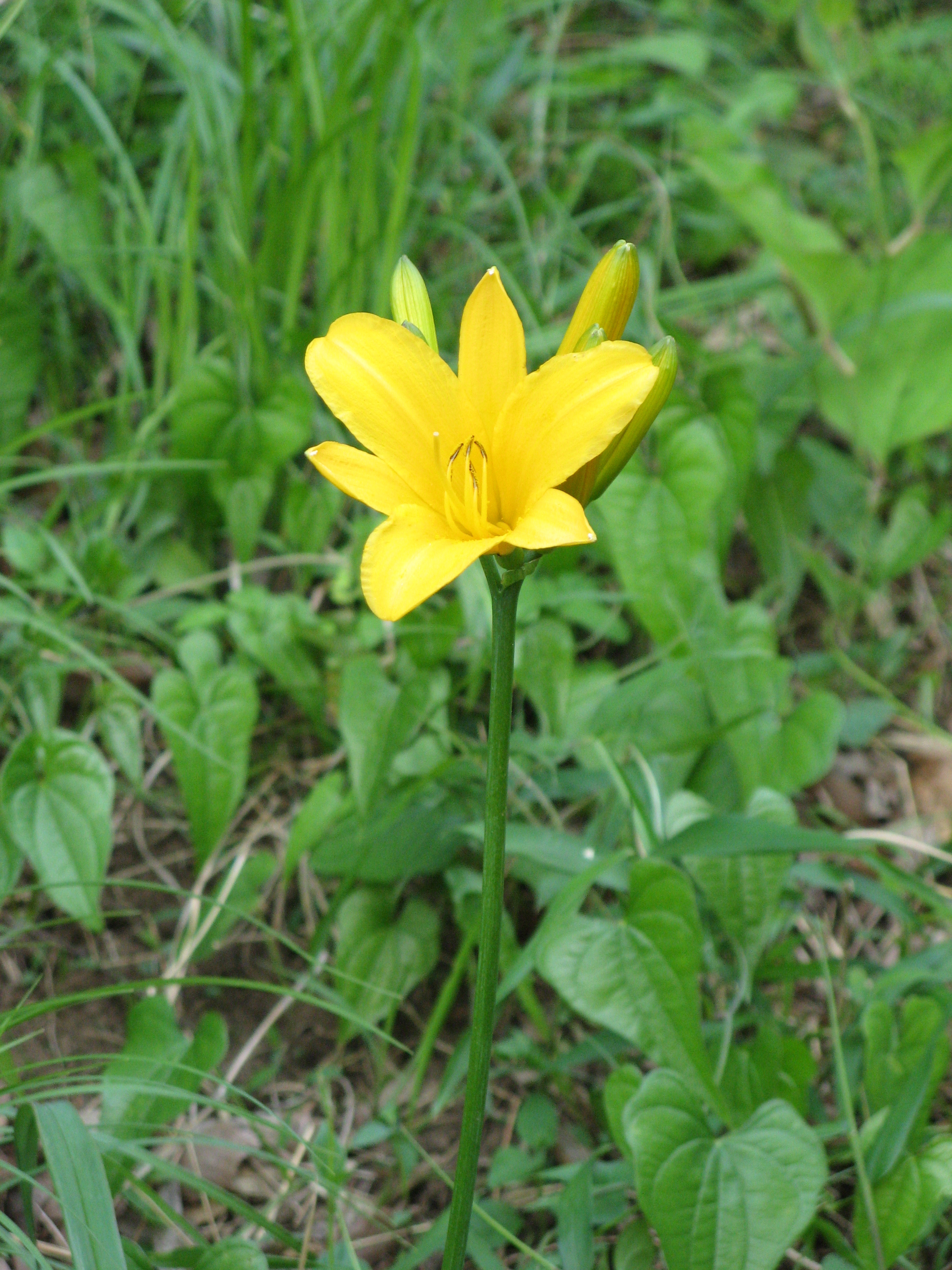
Hemerocallis middendorfii inflorescencia y flor.

Hemerocallis middendorfii es una planta herbácea, perenne, caducifolia, rizomatosa y con raíces engrosadas. Las hojas, de color verde azulado, alcanzan hasta 1,5 cm de ancho. Las flores carecen de fragancia, tienen forma de plato, son de color amarillo intenso y tienen hasta 8 cm de diámetro. Los tépalos se unen en la base formando un corto tubo de 1,2 cm de largo. Los tépalos exteriores son elípticos y los interiores son espatulados. Las flores se hallan reunidas en la extremidad de un escapo bracteado de hasta 9 dm de altura, sin ramificaciones. Las brácteas son ovales y se superoponen en la base. 

## Cultivo
Se lo utiliza en jardinería y paisajismo ya que provee color y contraste en los macizos de plantas perennes cuando se la cultiva en grupos. En parques grandes, es efectiva también para solucionar la erosión cultivándola en las pendientes. Asimismo, aun cuando las plantas no se hallen en floración, las hojas proveen un elegante follaje, color y textura en los macizos de perennes.
Es una planta de fácil cultivo en cualquier suelo bien drenado y en un lugar a pleno sol. Es tolerante a suelos pobres, a los veranos excesivamente cálidos y a la falta de humedad. 
Para mantener el vigor de las plantas y asegurar que florezcan profusamente, es necesario dividir las matas muy grandes, excesivamente pobladas, y remover los escapos cuando las flores han terminado la floración.